# Rumänien i olympiska vinterspelen 1988
Rumänien deltog med 11 deltagare vid de olympiska vinterspelen 1988 i Calgary. Ingen av landets deltagare erövrade någon medalj.